# Pseudopostega breviapicula
Pseudopostega breviapicula là một loài bướm đêm thuộc họ Opostegidae. Nó được miêu tả bởi Donald R. Davis và Jonas R. Stonis, 2007.
Chiều dài cánh trước là 2.9–3 mm.